# Womyn's land
Womyn's land (neologismo literal do português: Terra das mulheres) é uma comunidade intencional organizada por separatistas lésbicas para estabelecer espaço contracultural focado nas mulheres, sem a presença de homens. Este conceito é resultado de um movimento social de mesmo nome que foi desenvolvido na década de 1970 nos Estados Unidos, Austrália, Nova Zelândia e Europa Ocidental. As moradoras das comunidades ligadas ao Womyn's land estão vagamente conectadas através das redes sociais, publicações impressas em jornais e revistas como Maize: A Lesbian Country Magazine; além da Lesbian Natural Resources, uma organização sem fins lucrativos que oferece doações e recursos; assim como, reuniões regionais e locais.
Womyn's land praticam várias formas de separatismo lésbico, uma concepção que surgiu como resultado do movimento feminista radical no final da década de 1960. O separatismo lésbico é baseado na ideia de que as mulheres devem existir separadamente dos homens, socialmente e politicamente, a fim de alcançar os objetivos do feminismo. Essas comunidades separatistas existem como uma maneira das mulheres alcançarem a libertação feminina, separando-se da sociedade patriarcal dominante. Os homens não podem morar nessas comunidades, mas algumas terras permitem que os homens visitem. Algumas comunidades proíbem crianças e parentes do sexo masculino.
Womyn's land geraram uma ampla gama de críticas, a maioria das quais se concentra na falta de aceitação por muitas moradoras bissexuais e heterossexuais; a exclusão de mulheres trans; conflitos ideológicos com comunidades locais que incluem violência e ameaças de violência contra moradoras de Womyn's land; e preocupações da comunidade local sobre a visibilidade lésbica expandida. Exemplos atuais de Womyn's land incluem Hawk Hill Community Land Trust, HOWL, Susan B. Anthony Memorial Unrest Home (SuBAMUH) e Sugar Loaf Women's Village. Posteriormente, estas comunidades estão enfrentando declínio à medida que os fundadores envelhecem e lutam para se conectar com as gerações mais jovens de mulheres.

## Terminologia
As feministas usaram diversas variantes do inglês para destacar a importância das mulheres no plural, sendo mais notabilizado como womyn (neologismo de women, do inglês). Comunidades intencionais separatistas mencionam estas variantes com outros termos como womyn's land, lesbian land, wimmin's land, landdyke communities, ou women's land. O movimento social também intitulou womyn's land movement, lesbian land movement, landdyke ou landyke movement, and women's land movement. Open women's land refere-se a terras abertas a qualquer mulher para visitar, ficar ou construir casas.

## Contexto

### Santificacionistas ou Comunidade da Mulher
Um precursor de womyn's land ou de womny's land movement nos Estados Unidos são os Santificacionistas (Sanctificationists), ou Comunidade da Mulher (Woman's Commonwealth), que foi estabelecido no Texas no final da década de 1870. Um breve artigo publicado no periódico separatista lésbico Austindyke (também escrito como Austin Dyke), em 1979 e depois reimpresso no Sisters United em 1980, descreveu a Comunidade da Mulher como precursora do movimento de terras lésbicas (lesbian land movement). Não está claro se os Santificacionistas influenciaram o movimento que floresceu nas décadas de 1970 e 1980.
Fundada no final da década de 1870 até o início da década de 1880, os Santificacionistas, posteriormente conhecido como Comunidade da Mulher, era uma comuna terrestre feminina estabelecida pela primeira vez em Belton, no Texas. A comunidade foi originalmente criada por Martha McWhirter e seu grupo de estudo da Bíblia sobre as mulheres que foram herdadas quando os maridos das mulheres morreram ou deixaram o lar. As moradoras da comuna eram mulheres e seus filhos dependentes; muitas das mulheres fugiram destes lares, onde era considerado um local abusivo, para ingressar na comunidade. As Sisters adotaram a primeira onda do feminismo e buscaram igualdade espiritual, econômica e social para as mulheres. Sendo assim, eles praticaram o celibato como uma maneira de libertar as mulheres da degradação espiritual das relações heterossexuais, das necessidades opressivas de crianças na educação infantil e da violência masculina. Os Santificacionistas foram economicamente bem-sucedidos; administravam várias pensões, dois hotéis, formaram holdings para gerenciar suas propriedades e operavam duas fazendas para fornecer alimentos para suas múltiplas salas de jantar. Em um ponto, havia entre 42 e 50 mulheres membros registradas, incluindo pelo menos uma mulher afro-americana que se pensa ser uma ex-escrava. Na década de 1880, os cidadãos de Belton culparam os Santificacionistas pelo aumento das taxas de separação e divórcio e por minar o significado do casamento através da prática do celibato. Em 1899, toda a comuna mudou-se para Washington, DC, onde abriram pensões, um hotel e participaram de organizações feministas urbanas. McWhirter morreu em 1904, e a comuna começou um declínio lento. Em 1917, havia seis membros restantes que compraram uma fazenda na zona rural de Maryland para fornecer comida para seus refeitórios urbanos e para proporcionar um retiro pastoral para si mesmos em uma paisagem rural. O último membro da comuna morreu em 1983 aos 101 anos.

## Conceito teórico

### Feminismo radical
O feminismo radical defende a eliminação da opressão feminina através da transformação social e política da sociedade patriarcal. O feminismo radical surgiu de outros movimentos radicais durante a década de 1960, como o Movimento Anti-Guerra. As mulheres que participaram desses movimentos radicais se sentiram sub-representadas em comparação com os homens, o que contribuiu para a formação da segunda onda do feminismo e do feminismo radical.
A ideologia feminista radical é diferente do feminismo dominante ou liberal, porque acredita que a libertação das mulheres só pode ser alcançada através da reordenação da sociedade patriarcal, enquanto a corrente principal/feminismo liberal busca igualdade dentro do sistema atual em vigor. O feminismo radical também se concentra no sexo como a raiz da opressão feminina, em oposição à classe social e/ou a raça. Grupos e organizações feministas radicais notáveis incluem Célula 16, Redstockings, The Radical Feminists #28 e The Furies Collective.

### Separatismo lésbico e espaços separatistas
O separatismo lésbico está enraizado na ideia de que as mulheres devem e devem existir separadamente dos homens para transformar a sociedade patriarcal. A ideologia separatista lésbica mudou ao longo do tempo, à medida que o Movimento Feminista Radical continuou em seu desenvolvimento. Nos estágios iniciais do separatismo lésbico, o termo separatista lésbico era considerado sinônimo de termo "feminista radical". No entanto, à medida que cada grupo desenvolvia ideologias distintas, a tensão se formava entre feministas radicais e separatistas lésbicas. As separatistas lésbicas usaram a ideologia separatista como uma maneira de "testar o compromisso feminista de alguém", que resultou em uma divisão.
Um aumento nos ensaios e papéis sobre feminismo lésbico centrados em torno do tema do separatismo lésbico, também influenciou e moldou a ideologia separatista lésbica. Trabalhos influentes que ajudaram a moldar o separatismo lésbico incluíram Lesbian Separatism: Amazon Analysis, Collective Lesbian International Terrorists Papers, Cell 16's No More Fun and Games: A Journal of Female Liberation.
O separatismo lésbico não é apenas praticado e utilizado em áreas comuns, como as womny's lands; também é praticado em eventos separatistas como o chamado espaço só para mulheres. Um exemplo de um evento separatista feminista (os participantes convidados eram mulheres Womyn-born womyn, meninas de todas as idades, meninos menores de 10 anos) é o Festival de Música Feminina de Michigan. Este festival de música foi realizado em Michigan todos os anos, de 1976 a 2015. Foi criado por mulheres com o objetivo de estabelecer um espaço social seguro anual dedicado a lésbicas e mulheres. O Festival de Música Feminina de Michigan adotou uma ideologia separatista ao não permitir que homens, crianças do sexo masculino ou mulheres trans participassem do festival.

### O pensamento feminista e comunidades baseadas na mulher
A ideologia feminista sustenta que as instituições patriarcais e as normas sociais que compõem a sociedade são a fonte da opressão feminina. A ideologia separatista lésbica reconhece a opressão resultante da sociedade patriarcal; contudo, afirma que a raiz da opressão deriva dos próprios homens, individualmente e em grupo. Ao contrário do feminismo, o separatismo lésbico vê os homens como a principal fonte de sua opressão. Diante dessa ideologia, muitas separatistas lésbicas consideram os homens como os únicos autores de questões econômicas, sociais e culturais adversas que as afetam. Como resultado, as separatistas lésbicas procuraram construir comunidades que representam as womyn's land, onde poderiam viver completamente segregadas dos homens.

## Críticas
As lésbicas cisgêneras são geralmente as únicas pessoas autorizadas a serem membros da maioria das mulheres que representam womyn's land. No entanto, esta política foi criticada por excluir mulheres bissexuais, heterossexuais e transgêneros. No passado, as womyn's land eram criticadas por excluir mulheres de cor e lésbicas da classe trabalhadora; além disso, as comunidades separatistas lésbicas também foram acusadas de terem um privilégio oferecido apenas as poucas que podiam pagar pelo seu sustento de vida no local.

### Festival de Música Feminina de Michigan
O Festival de Música Feminina de Michigan era um festival anual de música feminina, realizado em 650 acres de terras particulares perto de Hart, Michigan. Fundado em 1976 por Lisa Vogel, Kristie Vogel e Mary Kindig, MichFest durou 40 anos até 2015. A controvérsia sobre a intenção do festival, permitindo apenas participantes e voluntárias no evento ligadas ao critério das womyn-born womyn, iniciou-se desde 1991, continuando até o encontro final. Os críticos do ponto de vista do festival incluíram a atriz e comediante Lea DeLaria, a banda de cantoras Indigo Girls e Antigone Rising e a poetisa Andrea Gibson. A ativista e comediante trans Red Durkin criou uma petição de boicote contra o MWMF no portal Change.org em 2013.

### Camp Sister Spirit

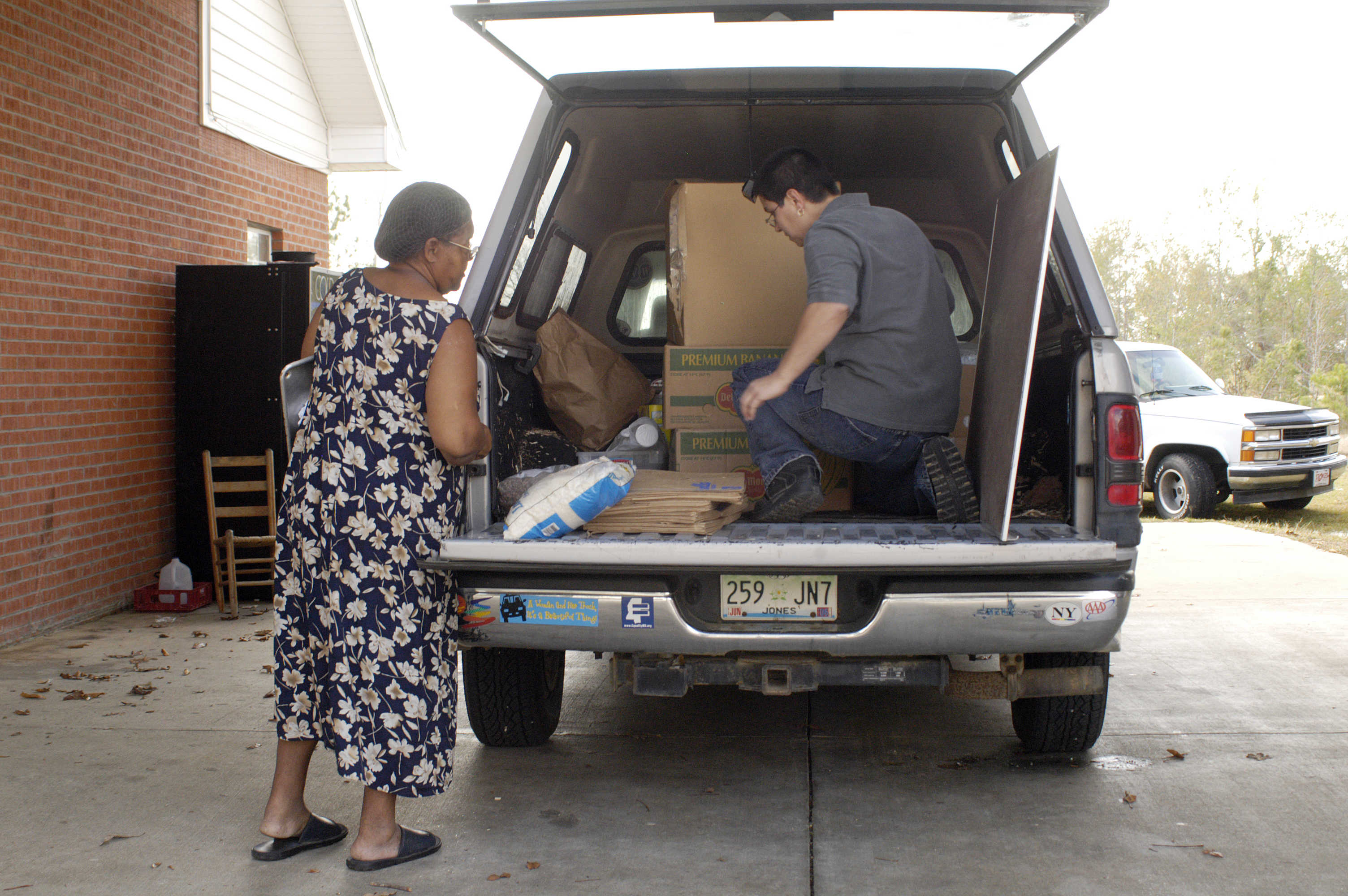
Os moradores do Camp Sister Spirit são solidários em sua comunidade local, doando alimentos, roupas e outros suprimentos.

O Camp Sister Spirit, localizado no Sul do Mississippi, na cidade de Ovett, é um retiro feminista de 120 acres fundada pelo casal de lésbicas Brenda e Wanda Henson em julho de 1993. Logo após o início do trabalho na propriedade, o local foi criticado por muitas moradoras locais e líderes comunitários, incluindo os ministros da Convenção Batista do Sul, o vice-xerife do condado de Jones, Myron Holifield, e o representante dos Estados Unidos, Michael Parker que realizaram reuniões na prefeitura com intuito de arrecadar dinheiro por meio de um fundo para forçar o fechamento do retiro. O reverendo John S. Allen, pastor em Richton, uma cidade perto de Ovett, pregou e escreveu contra o Camp Sister Spirit citando preocupações bíblicas sobre homossexualidade. As moradoras receberam ameaças de bomba, mensagens de ódio por e-mail, vandalismo, ameaças de morte por telefone e outros atos de terrorismo. As autoridades locais subestimaram as ameaças contra o Camp Sister Spirit e não conseguiram investigar de maneira adequada.
Em 1994, a procuradora-geral Janet Reno pediu ao Federal Bureau of Investigation (FBI) que investigasse os supostos atos de violência contra o Camp Sister Spirit e, posteriormente, enviou mediadores federais em busca de uma solução para este problema. Os opositores do Camp Sister Spirit se recusaram a participar da mediação; um grupo entrou com uma ação contra Reno e outra contra o retiro. O conflito também apareceu em programas de entrevistas e em uma audiência no Congresso com os dois lados discutindo suas divergências.

## Comunidades

### Austrália
Em 1974, a Amazon Acres foi fundada perto de Wapuche, Nova Gales do Sul. Em 1980 e 1982, várias mulheres da Amazon Acres fundaram Herland e The Valley / Vallee.

### Estados Unidos

#### Sul de Óregon
Havia pelo menos 39 comunidades no sul do Óregon — principalmente no condado de Douglas e Josephine — entre 1972 e 1995. Shelley Grosjean considera Rootworks, Cabbage Lane, WomanShare, Golden, Fly Away Home, OWL Farm, Rainbow's End, Groundworks, WHO Farm e Copperland como as principais comunidades de womyn's land no Sul do Óregon. Como muitas das womyn's lands no sul de Óregon estão próximas da I-5, uma autoestrada interestadual entre Eugene e a fronteira da Califórnia foi chamada de "Amazon Trail."

#### Óregon Women's Land Trust
A Oregon Women's Land Trust foi fundada em 1975 e possui 147 acres de terra no Condado de Douglas, conhecido como OWL Farm. Conversas iniciais sobre a ideia de abrir uma womyn's land surgiram de uma conferência WomanShare sobre dinheiro e poder. Membros vizinhos de womyn's lands queriam um lugar onde mulheres, economicamente desfavorecidas, pudessem ficar com outras mulheres sem a necessidade de residência ou convite permanente. Elas queriam estabelecer um fundo fundiário acessível a mulheres e crianças, independentemente da situação financeira. A terra seria mantida em perpetuidade e, em sua forma inicial, estaria aberta para qualquer mulher que viesse morar. As reuniões do Open Land Trust foram realizadas em 1975 e 1976. As mulheres contribuíram coletivamente com dinheiro para comprar o território juntas, dando entre 25 e 5000 dólares. Na primavera de 1976, um terreno de 147 acres foi encontrado no sul do Óregon. Mais de 100 mulheres participaram da primeira reunião realizada na OWL Farm. Logo após este encontro, dezesseis mulheres se reuniram para formar o coletivo de cuidadores e se mudaram para o local em julho de 1976. Posteriormente, a comunidade se reorganizou financeiramente em uma organização 501 (c) (3) reconhecida pelo governo federal.
De volta ao território e às comunidades intencionais, a comunidade da fazenda OWL enfrentou desafios relacionados a diferenças filosóficas e políticas, bem como questões interpessoais. Estes registros são documentados em várias declarações de mulheres que viviam no local. Em 1987, um zelador residente permaneceu e o OWL Trust começou a sediar conferências e outros eventos na fazenda. O ambiente continuou a fornecer espaço residencial, mas não era mais administrada como um coletivo. Em 1999, a política que permitia a qualquer mulher morar lá sem nenhuma verificação ou aprovação prévia foi alterada para criar um ambiente de vida mais estável e sustentável.
A partir de 2018, o OWL Trust possui uma diretoria ativa e tem cuidadores que moram há muitos anos desde que deixou de ser uma comunidade residencial. As melhorias na infraestrutura continuam com a manutenção de edifícios, melhorias no sistema de água e restauração da lagoa original da fazenda. Além de preservar e manter a OWL Farm, o Trust realiza programas educacionais e de acesso a áreas selvagens nas áreas de gestão ecológica da terra, jardinagem orgânica, permacultura e habilidades ao ar livre. Caminhadas e reuniões regulares são oferecidas na OWL Farm. A fazenda também é o último local de descanso das mulheres que solicitaram enterro natural ou enterro de cinzas.

#### HOWL
The Huntington Open Women's Land (HOWL) foi fundada em 1989 em 50 acres de terra em Huntington, em Vermont.

#### Maat Dompim: The Womyn of Color Land Project
Amoja ThreeRivers e Blanche Jackson criaram Maat Dompim, the Womyn of Color Land Project em 1992. Foi estruturado para ser um centro de retiro e conferência, onde as mulheres poderiam ficar por curtos períodos de tempo. ThreeRivers e Jackson passaram sete anos arrecadando dinheiro e, em 1999, compraram 109 acres de terra no Condado de Buckingham, na Virgínia. Muitas mulheres manifestaram interesse no projeto, mas poucas vieram ajudar a desenvolver a terra. A partir de 2015, ninguém mora na propriedade.

## Lista dewomyn's lands

### Comunidades ativas
- Adobeland (1978, Arizona)[70][71]
- Alapine Village (1997, Alabama)[4][72]
- Belly Acres (1975, Tennessee)[72]
- Cabbage Lane Land Trust (1974, Óregon)[73][54][74]
- Camp Sister Spirit (1993, Mississippi)[4][13]
- Daughters of the Earth/DOE (1976, Wisconsin)[75]
- Dragon/DW Outpost (1974, Missouri)[76][72]
- Fly Away Home (1976, Óregon)[73][77]
- Hawk Hill Community Land Trust (1989, Missouri)[14][72]
- HOWL (1989, Vermont)[62][63]
- Maat Dompim Womyn of Color Land Project (1999, Virgínia)[69]
- The North Forty/Long Leaf (1972, Flórida)[72]
- Oregon Women's Land Trust (1976, Óregon)[73][54]
- Outland; New Mexico Women's Retreat (c.1980, Novo México)[78]
- Ozark Land Holding Association/OLHA (1981, Arkansas)[72][79]
- Pagoda (1977, Flórida)[72]
- Rainbow's End (1975, Óregon)[73][80]
- Raven Song/Rainbow's Other End (1979, Óregon)[73][81]
- Rootworks (1975, Óregon)[54]
- Steppingwoods (1975, Óregon)[73][82]
- Sugar Loaf Women's Village (1976, Flórida)[14][72]
- We'moon Land/We'Moon Healing Ground/WHO Farm (1973, Óregon)[80][83]
- Whispering Oaks (Óregon)[73][84]
- WomanShare (1973, Óregon)[82][85]

### Comunidades extintas e não separatistas

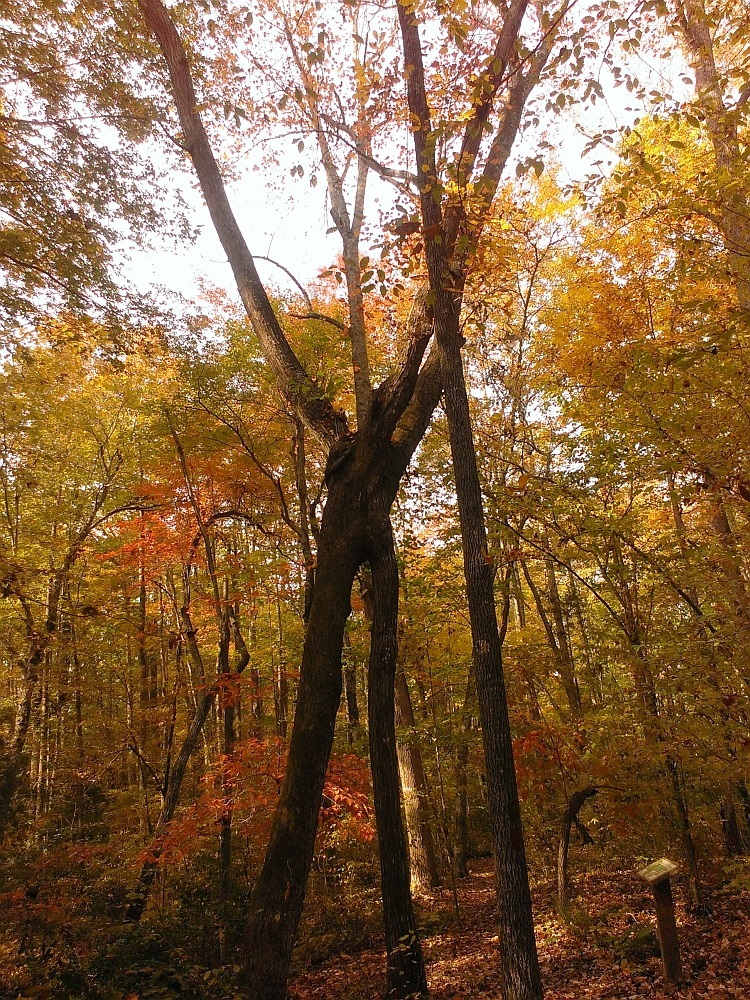
Árvores siamesas na Bold Moon Farm, na zona rural de Guilford County, Carolina do Norte. Este local já foi uma comunidade ligada as womyn's lands de 1985 a 2010.

Os grupos de womyn's lands que deixaram de existir tiveram suas propriedades absorvidas por grupos de conservação e outros fundos fundiários, ou vendidas. Outros grupos mudaram sua estrutura de womyn's lands para comunidades intencionais não separatistas ou fundos fundiários.
- A Woman's Place (1974–1982, Nova Iorque)[87]
- Arco Iris (1977–presente, Arkansas)[72][86]
- Cloudland (1990–1992)[72]
- Camp Pleiades (1995–2005)[72]
- Bold Moon Farm (1985–2010, Carolina do Norte)[72]
- Full Moon Farm (1996–2000)[72]
- Gathering Root (1985–2011)[72]
- Greenhope (1983–?, Vermont)[88]
- Kvindelandet (1978–1983, Dinamarca)[89]
- Sassafras (1976–1980, Arkansas)[72][86][90]
- Supportive Healing Environment of Long-Living Lesbians/SHELL (1999–2001)[72]
- Something Special (1987–2011)[72]
- Susan B. Anthony Memorial Unrest Home/SuBAMUH (1979–presente)[91]
- Turtleland (1978–1985)[72]
- Yellowhammer (1974–?, Arkansas)[86]
- Whypperwillow/Whippoorwillow (1981–1987, Arkansas)[72][86]

## Na cultura popular

### Ficção
Vários romances foram publicados em inglês inspirados nas womyn's lands. Estes incluem:
- The Female Man (1975) e When It Changed (1972) por Joanna Russ
- Woman on the Edge of Time (1976) por Marge Piercy
- Walk to the End of the World (1974) e Motherlines (1978) por Suzy McKee Charnas
- The Demeter Flower (1980) por Rochelle Singer (mais conhecida como Shelley Singer)[93]
- Daughters of a Coral Dawn (1984) por Katherine V. Forrest[94]
- Ammonite (1992) por Nicola Griffith

### Não ficção
- Memórias de Hawk Madrone em Weeding at Dawn: A Lesbian Country Life (2000) detalha seu tempo morando na Fly Away Home, no sul de Óregon.[77]
- Filme de 2012 de Myriam Fougère, intitulado Lesbiana: A Parallel Revolution, conta a história do separatismo lésbico, terras lésbicas e cultura lésbica nos Estados Unidos e no Canadá. Inclui artistas, ativistas e outras mulheres que atualmente ou viveram em womyn's lands, participaram de festivais de música feminina ou participaram de outros aspectos da cultura lésbica.[95][96] O filme apresenta muitas feministas lésbicas notáveis, como Gloria Escomel, Nicole Brossard, Alix Dobkin, Marilyn Frye, Carolyn Gage, Sonia Johnson, Evelyn Torton Beck, Sarah Hoagland e Julia Penelope.[97]
- Amazon Acres, You Beauty: Stories of Women's Lands, Australia (2017) é uma coleção de histórias femininas com curadoria de Sand Hall sobre as womyn's lands australianas da Amazon Acres.[52]
- Wild Mares: My Lesbian Back-to-the-Land Life (2018), de Dianna Hunter, conta  as experiências da autora na womyn's lands em Wisconsin.[98]
- A Woman's Place: A Feminist Collective in the Adirondacks (2020), de Lorraine Duvall, narra a história de mulheres que estavam dentro do Adirondack Park em Athol, Nova Iorque.[99]